# Ivanovîci, Cerneahiv
Ivanovîci (în ucraineană Івановичі) este un sat în comuna Novopil din raionul Cerneahiv, regiunea Jîtomîr, Ucraina.

## Demografie
Componența lingvistică a localității Ivanovîci
     Ucraineană (99,17%)
     Alte limbi (0,83%)
Conform recensământului din 2001, majoritatea populației localității Ivanovîci era vorbitoare de ucraineană (99,17%), existând în minoritate și vorbitori de alte limbi.